# Angie Beckwith
Pour les articles homonymes, voir Beckwith.
Angie Maria Beckwith (27 janvier 1881 - 2 octobre 1964) est une phytopathologiste américaine, au premier laboratoire de pathologie du Bureau of Plant Industry de l'USDA sous la direction d'Erwin F. Smith et de Florence Hedges dans les années 1920,,.

## Biographie
En 1921, Angie Beckwith est l'une de la vingtaine de femmes qui travaillent dans le laboratoire de Smith, et à qui l'on doit l'étude du flétrissement bactérien des nouveaux haricots secs. Dans l'équipe on compte plusieurs mycologues et botanistes notables, dont Charlotte Elliott, Hellie A. Brown, Edith Cash, Mary Katharine Bryan, Anna Jenkins et Lucia McCulloch, Pearle Smith.
Elle est membre de la Mycological Society of America et publie régulièrement dans le Bulletin du Torrey Botanical Club.